# Yuan Yao
Avís: amb el nom de Yuan Yao va existir un senyor de la guerra.
Yuan Yao (en xinès simplificat: 袁耀; en xinès tradicional: 袁耀; en pinyin: Yuán Yào), conegut també com a Zi Dao i Zhao Dao, fou un pintor xinès que va viure sota la dinastia Qing. No es coneixen les dates exactes del seu naixement i de la seva mort encara que sap que la seva activitat artística es va desenvolupar entre els anys 1735 i 1795 durant el regnat Qianlong també s'ha mencionat entre 1729 i 1780). Originari de Yangzhou, província de Jiangsu. Era fill Yuan Jiang (font: Z, Jiayi i N. Chongzheng) però altres fonts indiquen que era nebot o fill adoptiu (font: Ri M. Barnhart). Tots dos van ser coneguts com els dos Yuan.
Va ser un pintor fonamentalment paisatgista. Amb Li Yin, Xiao Chen i Yuan Jiang va ser un dels representants del gènere "lou ge jie hua" (pintures dedicades a edificis i pavellons) que en la història de l'art es coneix amb "pintura arquitectural (Font: Z. Jiayi i N.Chongzheng; pàg. 142) Els Dos Yuan no van formar part de la tendència artística majoritària de la seva època però van exercir certa influència en l'estil paisatgista. Entre les seves obres destaca Muntanyes del Nord.